# Javier Delgado Prado
Luis Javier Delgado Prado (Barrio Cuba, San José, Costa Rica, 28 de julio de 1968) es un exfutbolista y entrenador costarricense.

## Trayectoria

### Como jugador
Javier Delgado hizo su debut con Alajuelense el 18 de noviembre de 1990, en un partido que enfrentó a Turrialba en el Estadio Morera Soto. El defensa completó la totalidad de los minutos en la victoria por 1-0. Convirtió su primer gol el 9 de diciembre sobre San Carlos, al minuto 58', para el triunfo por 5-1. En 1991 se hizo con la distinción de mejor novato y a nivel colectivo ganó los títulos de las temporadas de 1991, 1992, 1995-96 y 1996-97, así como de un subcampeonato de la Concacaf en 1992. El 18 de julio de 1997, tras el poco interés del club en renovarle su contrato, Delgado decidió marcharse a Guatemala y firmar con el Municipal. Para la temporada 1998-99, Javier regresó a su país para jugar en Santa Bárbara. En la campaña posterior volvió a Alajuelense. En su segunda etapa alcanzó el segundo lugar de la Copa de Campeones de la Concacaf en 1999, quedó campeón de la Copa Interclubes UNCAF en 2002, y fue ganador de cuatro ligas nacionales de forma consecutiva, en las temporadas de 1999-00, 2000-01, 2001-02 y 2002-03. Jugó su último partido el 1 de junio de 2003, anotando de penal al minuto 77' cuando apenas venía ingresando de cambio, para decretar el triunfo de 4-1 sobre Pérez Zeledón. En su carrera obtuvo 374 apariciones y marcó 24 goles.

### Como entrenador

#### L. D. Alajuelense
El 1 de marzo de 2004, Delgado fue presentado como nuevo entrenador de Alajuelense, en sustitución de Jorge Olguín debido al bajo rendimiento que presentó en el Torneo de Clausura luego de sufrir tres pérdidas consecutivas –racha que no tenía el club desde hacía dieciséis años– y que prácticamente acababa con las aspiraciones del pentacampeonato. El técnico eligió a Mauricio Montero como su asistente. Debutó el 3 de marzo con empate 1-1 de local contra Guanacasteca. Consiguió su primera victoria el 6 de marzo por 2-1 sobre Ramonense. Delgado salvó a su equipo de la temporada complicada al superar las fases eliminatorias de la Copa de Campeones de la Concacaf, venciendo a los rivales del San Jose Earthquakes y al Monterrey en los cuartos y semifinales, respectivamente. El 5 de mayo disputó la final del torneo continental frente al Deportivo Saprissa, rival en clásicos, empatando 1-1 en la ida. Para la vuelta del 12 de mayo, derrotó al cuadro morado con un contundente marcador de 4-0 y de esta manera consiguió su primer título al mando de Alajuelense.
Empezó su segunda campaña el 22 de agosto de 2004, con la victoria por 3-1 sobre el Santos de Guápiles. Para el Torneo de Apertura, pudo acceder a las semifinales en el segundo lugar del grupo A por detrás del Herediano, pero su equipo cayó en esta serie en penales contra el Deportivo Saprissa tras los dos empates a un gol. En la competencia del Clausura 2005, Javier llevó al club hasta la final y pudo tener su revancha luego de derrotar al cuadro saprissista en la última instancia. Para la final nacional por el cetro, el 22 de mayo se sobrepuso por 1-3 ante el Pérez Zeledón, y el 28 de mayo sentenció la serie al vencer por 1-0 para convertirse campeón.
El 30 de noviembre de 2005, se proclamó campeón de la Copa Interclubes UNCAF mediante la victoria en penales contra el Olimpia de Honduras. El 10 de febrero de 2006 fue separado del equipo debido a malos resultados.

#### C. S. Herediano
El 21 de diciembre de 2006, Delgado tuvo su presentación oficial como nuevo estratega del Herediano, firmando por un periodo de tres temporadas. Se estrenó en el banquillo florense el 21 de enero de 2007, por la primera fecha del Torneo de Clausura contra el Cartaginés, perdiendo el duelo de local por 0-1. Pudo acceder a la siguiente ronda del campeonato al ocupar la tercera casilla del grupo A. El 25 de abril superó al Cartaginés en el duelo de ida de los cuartos de final con marcador de 4-3, mientras que cuatro días después igualó sin goles en la vuelta. El 2 de mayo venció por 2-0 al Deportivo Saprissa en la ida de las semifinales, pero cayó el 5 de mayo con el mismo resultado en los minutos finales, serie que posteriormente terminó en penales a favor del equipo rival.
Arrancó su segundo torneo el 28 de julio de 2007, goleando por 4-0 al conjunto de San Carlos por la primera fecha del Campeonato de Invierno. En este torneo alcanzó el liderato del grupo A y venció al Brujas con marcador global de 1-0 por las semifinales. El 19 de diciembre perdió la final de ida como local frente al Deportivo Saprissa (0-2), resultado que no logró revertir en la vuelta del 23 de diciembre, donde empató 2-2. Delgado se debió conformar con el subcampeonato del certamen.
El 31 de marzo de 2008, la dirigencia del club decidió rescindir su contrato debido a dos derrotas consecutivas.

#### Puntarenas F. C.
El 5 de mayo de 2008, Javier llegó a un acuerdo para ser el director técnico del Puntarenas, club al que fue firmado por dos temporadas. Debutó el 27 de julio con la derrota 3-0 contra el Deportivo Saprissa, en el estreno del Campeonato de Invierno. Después de la victoria 2-1 sobre el Herediano, el 5 de octubre, Delgado renunció de su cargo por asuntos personales.

#### A. D. Ramonense
El 28 de septiembre de 2009, Delgado inició su labor en la dirección técnica de Ramonense, con la responsabilidad de sacar el equipo de la última posición. Debutó el 3 de octubre con empate sin goles ante San Carlos por el Campeonato de Invierno.
El 18 de abril de 2010, por la última fecha del Campeonato de Verano, Delgado tuvo el momento más amargo de su carrera al quedar de último en la tabla acumulada, por lo que perdió la categoría con su club.

#### C. S. D. Municipal
El 30 de mayo de 2011, Delgado fue confirmado como el nuevo estratega del Municipal, inicialmente por el periodo de un año. Debutó el 10 de julio perdiendo 2-1 frente al Xelajú. Tras finalizar la etapa de clasificación, el Municipal avanzó a la ronda eliminatoria en el sexto lugar. En la primera instancia venció al Marquense y luego superó al Suchitepéquez por las semifinales. En la final de ida derrotó por 2-0 al Comunicaciones, y el 18 de diciembre logró la victoria con el mismo marcador para hacerse con el título del Torneo de Apertura.
El 19 de mayo de 2012, perdió la final del Torneo de Clausura en penales ante el Xelajú. El 26 de septiembre quedó fuera del equipo tras resultados adversos.

#### C. S. Cartaginés
El 27 de noviembre de 2012, Javier firmó un contrato de dos años en el Cartaginés, siendo encomendada la tarea de sacar al equipo de las últimas posiciones y de revertir la racha negativa de doce partidos sin ganar.
En las primeras seis fechas del Campeonato de Verano 2013, su equipo enlazó seis victorias consecutivas ante rivales como Limón (3-0), Pérez Zeledón (1-2), Carmelita (2-0), Herediano (0-2), San Carlos (2-0) y Saprissa (2-3). Accedió a la siguiente ronda del torneo en el segundo lugar. En semifinales superó a Saprissa mediante la ventaja deportiva luego de empatar ambos partidos de la serie a un gol. El 19 de mayo tomó ventaja en la ida de la final tras derrotar 3-1 al Herediano. Sin embargo, el 25 de mayo perdió el encuentro de vuelta con el mismo marcador, por lo que se llevó a los penales donde finalmente favorecieron a los rivales. Delgado estuvo cerca de romper la racha de su equipo de 73 años sin ganar un campeonato.
El 31 de marzo de 2014, se da su destitución debido a la seguidilla de trece partidos sin ganar en el Campeonato de Verano.

#### Real España
El 1 de agosto de 2014, se oficializó su presentación en el Real España de Honduras en reemplazo del también costarricense Hernán Medford. Aunque alcanzó el liderato de la fase regular del Torneo de Apertura, su equipo cayó derrotado en semifinales ante la Real Sociedad. Fue separado de su cargo el 22 de febrero de 2015.

#### L. D. Alajuelense
El 29 de diciembre de 2015, Delgado asumió la dirección técnica de Alajuelense, siendo esta su segunda etapa en el club. Enfrentó su primer compromiso el 16 de enero de 2016, por la fecha inaugural del Campeonato de Verano donde perdió 1-0 de visita contra el Uruguay de Coronado. Después de ese revés obtuvo una racha positiva de doce partidos sin conocer la derrota. Cerró la etapa de clasificación en el tercer lugar. El 30 de abril derrotó 2-0 al Deportivo Saprissa por la ida de las semifinales, y el 4 de mayo volvió a vencer al equipo saprissista a domicilio con cifras de 1-3. El 9 de mayo disputó la final de ida ante el Herediano, la cual perdió en el último minuto por 0-1. Su club no pudo revertir la serie el 14 de mayo y se presentó la nueva derrota con marcador de 2-0. Pese a ser ratificado en su puesto para la siguiente campaña, el 24 de mayo fue separado del equipo.

#### C. S. Cartaginés
El 30 de mayo de 2017, el Cartaginés presentó a Delgado como su nuevo entrenador tras la salida de Jeaustin Campos. Pasó las primeras cinco fechas del Torneo de Apertura sin conseguir la victoria, sumando tres empates y dos derrotas. Tras librarse de la sequía mediante los triunfos sobre Liberia (1-0) y Guadalupe (2-3), su equipo volvió a pasar otra racha negativa sin ganar, siendo esta más extensa de ocho juegos. Con la derrota por 4-0 contra el Santos de Guápiles y el bajo rendimiento mostrado, la directiva decidió destituirlo el 10 de noviembre.
El 6 de enero de 2018, se confirmó la llegada de Javier a Alajuelense para asumir la posición de gerente deportivo del club. El 30 de abril de 2019, se oficializó su salida y fue reemplazado por Agustín Lleida.
El 23 de septiembre de 2019, fue contratado por La U Universitarios para desempeñarse como gerente deportivo, puesto en el que estuvo hasta el 27 de enero de 2020.
El 6 de julio de 2020, el equipo de San Carlos anunció la incorporación de Delgado a su cuerpo técnico, para tener el rol de asistente de Carlos Restrepo. El 7 de septiembre, fue separado del club junto con Restrepo y el preparador físico Jaír Llantén por los malos resultados en el Torneo de Apertura.

## Selección nacional
Su debut con la Selección de Costa Rica se produjo el 13 de diciembre de 1992, en la victoria 5-0 contra San Vicente y las Granadinas. Disputó las comepetencias de la Copa de Oro de la Concacaf 1993, también fue parte de la nómina en los Juegos Panamericanos de 1995, conquistó el título de la Copa de Naciones UNCAF en 1997, jugó la fase de grupos de la Copa América 1997 y su último partido se dio en la Copa de Oro de la Concacaf 2000. Convirtió dos goles, siendo el primero el 4 de agosto de 1996 contra Honduras. Enfrentó la eliminatoria mundialista de Concacaf para la Copa Mundial 1998, en la que hizo un tanto frente a Guatemala. Culminó su carrera como internacional absoluto contabilizando 33 apariciones con dos anotaciones marcadas.

### Participaciones internacionales
| Evento                          | Sede                    | Resultado        | Posición | Partidos | Goles |
| ------------------------------- | ----------------------- | ---------------- | -------- | -------- | ----- |
| Copa de Oro de la Concacaf 1993 | Estados Unidos · México | Tercer lugar     | 3/8      | 5        | 0     |
| Copa de Naciones UNCAF 1997     | Guatemala               | Campeón          | 1/7      | 3        | 0     |
| Copa América 1997               | Bolivia                 | Fase de grupos   | 10/12    | 1        | 0     |
| Copa de Oro de la Concacaf 2000 | Estados Unidos          | Cuartos de final | 8/12     | 1        | 0     |

### Participaciones en eliminatorias
| Eliminatoria               | Sede    | Resultado | Posición | Partidos | Goles |
| -------------------------- | ------- | --------- | -------- | -------- | ----- |
| Clasificación Mundial 1998 | Francia | Eliminado | 4.ª      | 9        | 1     |

### Goles internacionales
| Núm. | Fecha                   | Lugar                                          | Rival     | Gol | Resultado | Competición                  |
| ---- | ----------------------- | ---------------------------------------------- | --------- | --- | --------- | ---------------------------- |
| 1    | 4 de agosto de 1996     | Estadio Nacional, San José, Costa Rica         | Honduras  | 1-1 | 1-1       | Amistoso                     |
| 2    | 17 de noviembre de 1996 | Estadio Ricardo Saprissa, San José, Costa Rica | Guatemala | 1-0 | 3-0       | Eliminatoria al Mundial 1998 |

## Estadísticas

### Jugador

#### Clubes
| Club                | País       | Año         |
| ------------------- | ---------- | ----------- |
| L. D. Alajuelense   | Costa Rica | 1990 - 1997 |
| C. S. D. Municipal  | Guatemala  | 1997 - 1998 |
| A. D. Santa Bárbara | Costa Rica | 1998 - 1999 |
| L. D. Alajuelense   | Costa Rica | 1999 - 2003 |

### Entrenador
Actualizado al último partido dirigido el 8 de noviembre de 2017.
| Equipo                 | Div.                      | Temporada            | Estadísticas | Estadísticas | Estadísticas | Estadísticas | Estadísticas | Estadísticas | Estadísticas | Estadísticas | % Efect. |
| Equipo                 | Div.                      | Temporada            | PD           | G            | E            | P            | GF           | GC           | DG           | Puntos       | % Efect. |
| ---------------------- | ------------------------- | -------------------- | ------------ | ------------ | ------------ | ------------ | ------------ | ------------ | ------------ | ------------ | -------- |
| Alajuelense Costa Rica |                           |                      |              |              |              |              |              |              |              |              |          |
| 1.ª                    | Clausura 2004             | 14                   | 8            | 2            | 4            | 28           | 17           | +11          | 26           | 61.90%       |          |
| 1.ª                    | Copa de Campeones 2004    | 6                    | 3            | 2            | 1            | 10           | 3            | +7           | 11           | 61.11%       |          |
| 1.ª                    | 2004-05                   | 40                   | 22           | 13           | 5            | 81           | 43           | +38          | 79           | 65.83%       |          |
| 1.ª                    | 2005-06                   | 25                   | 13           | 6            | 6            | 38           | 18           | +20          | 45           | 60%          |          |
| 1.ª                    | Interclubes UNCAF 2005    | 8                    | 5            | 0            | 3            | 19           | 6            | +13          | 15           | 62.50%       |          |
| Total club             | Total club                | 93                   | 51           | 23           | 19           | 176          | 87           | +89          | 176          | 63.08%       |          |
| Herediano Costa Rica   |                           |                      |              |              |              |              |              |              |              |              |          |
| 1.ª                    | Clausura 2007             | 20                   | 9            | 6            | 5            | 28           | 17           | +11          | 33           | 55%          |          |
| 1.ª                    | Invierno 2007             | 20                   | 8            | 9            | 3            | 26           | 16           | +10          | 33           | 55%          |          |
| 1.ª                    | Verano 2008               | 12                   | 4            | 5            | 3            | 14           | 11           | +3           | 17           | 47.22%       |          |
| Total club             | Total club                | 52                   | 21           | 20           | 11           | 68           | 44           | +24          | 83           | 53.21%       |          |
| Puntarenas Costa Rica  |                           |                      |              |              |              |              |              |              |              |              |          |
| 1.ª                    | Invierno 2008             | 10                   | 4            | 2            | 4            | 13           | 16           | -3           | 14           | 46.67%       |          |
| Total club             | Total club                | 10                   | 4            | 2            | 4            | 13           | 16           | -3           | 14           | 46.67%       |          |
| Ramonense Costa Rica   |                           |                      |              |              |              |              |              |              |              |              |          |
| 1.ª                    | Invierno 2009             | 9                    | 2            | 5            | 2            | 5            | 5            | 0            | 11           | 40.74%       |          |
| 1.ª                    | Verano 2010               | 16                   | 2            | 10           | 4            | 15           | 18           | -3           | 16           | 33.33%       |          |
| Total club             | Total club                | 25                   | 4            | 15           | 6            | 20           | 23           | -3           | 27           | 36%          |          |
| Municipal Guatemala    |                           |                      |              |              |              |              |              |              |              |              |          |
| 1.ª                    | Apertura 2011             | 28                   | 12           | 11           | 5            | 46           | 24           | +22          | 47           | 55.95%       |          |
| 1.ª                    | Liga de Campeones 2011-12 | 2                    | 1            | 0            | 1            | 2            | 4            | -2           | 3            | 50%          |          |
| 1.ª                    | Clausura 2012             | 28                   | 11           | 8            | 9            | 38           | 29           | +9           | 41           | 48.81%       |          |
| 1.ª                    | Apertura 2012             | 12                   | 6            | 3            | 3            | 19           | 8            | +11          | 21           | 58.33%       |          |
| 1.ª                    | Liga de Campeones 2012-13 | 4                    | 2            | 0            | 2            | 4            | 6            | -2           | 6            | 50%          |          |
| Total club             | Total club                | 74                   | 32           | 22           | 20           | 109          | 71           | +38          | 118          | 53.15%       |          |
| Cartaginés Costa Rica  |                           |                      |              |              |              |              |              |              |              |              |          |
| 1.ª                    | Verano 2013               | 26                   | 13           | 7            | 6            | 34           | 23           | +11          | 46           | 58.97%       |          |
| 1.ª                    | Torneo de Copa 2013       | 6                    | 2            | 4            | 0            | 13           | 9            | +4           | 10           | 55.56%       |          |
| 1.ª                    | Invierno 2013             | 24                   | 7            | 11           | 6            | 24           | 28           | -4           | 32           | 44.44%       |          |
| 1.ª                    | Liga de Campeones 2013-14 | 4                    | 1            | 1            | 2            | 4            | 7            | -3           | 4            | 33.33%       |          |
| 1.ª                    | Verano 2014               | 17                   | 3            | 7            | 7            | 14           | 24           | -10          | 16           | 31.37%       |          |
| Total club             | Total club                | 77                   | 26           | 30           | 21           | 89           | 91           | -2           | 108          | 46.75%       |          |
| Real España Honduras   |                           |                      |              |              |              |              |              |              |              |              |          |
| 1.ª                    | Apertura 2014             | 19                   | 8            | 5            | 6            | 28           | 28           | 0            | 29           | 50.88%       |          |
| 1.ª                    | Liga de Campeones 2014-15 | 3                    | 1            | 1            | 1            | 4            | 6            | -2           | 4            | 44.44%       |          |
| 1.ª                    | Clausura 2015             | 6                    | 2            | 2            | 2            | 8            | 5            | +3           | 8            | 44.44%       |          |
| Total club             | Total club                | 28                   | 11           | 8            | 9            | 40           | 39           | +1           | 41           | 48.81%       |          |
| Alajuelense Costa Rica |                           |                      |              |              |              |              |              |              |              |              |          |
| 1.ª                    | Verano 2016               | 26                   | 15           | 3            | 8            | 52           | 26           | +26          | 48           | 61.54%       |          |
| Total club             | Total club                | 26                   | 15           | 3            | 8            | 52           | 26           | +26          | 48           | 61.54%       |          |
| Cartaginés Costa Rica  |                           |                      |              |              |              |              |              |              |              |              |          |
| 1.ª                    | Apertura 2017             | 18                   | 3            | 8            | 7            | 20           | 33           | -13          | 17           | 31.48%       |          |
| Total club             | Total club                | 18                   | 3            | 8            | 7            | 20           | 33           | -13          | 17           | 31.48%       |          |
| Total en sus equipos   | Total en sus equipos      | Total en sus equipos | 403          | 167          | 131          | 105          | 587          | 430          | +157         | 632          | 52.27%   |

## Palmarés

### Como jugador

#### Títulos nacionales
| Título                         | Club            | País       | Año  |
| ------------------------------ | --------------- | ---------- | ---- |
| Primera División de Costa Rica | L.D Alajuelense | Costa Rica | 1991 |
| Primera División de Costa Rica | L.D Alajuelense | Costa Rica | 1992 |
| Primera División de Costa Rica | L.D Alajuelense | Costa Rica | 1996 |
| Primera División de Costa Rica | L.D Alajuelense | Costa Rica | 1997 |
| Primera División de Costa Rica | L.D Alajuelense | Costa Rica | 2000 |
| Primera División de Costa Rica | L.D Alajuelense | Costa Rica | 2001 |
| Primera División de Costa Rica | L.D Alajuelense | Costa Rica | 2002 |
| Primera División de Costa Rica | L.D Alajuelense | Costa Rica | 2003 |

#### Títulos internacionales
| Título                   | Equipo            | Sede       | Año  |
| ------------------------ | ----------------- | ---------- | ---- |
| Grandes de Centroamérica | L. D. Alajuelense | Costa Rica | 1996 |
| Copa de Naciones UNCAF   | Costa Rica        | Guatemala  | 1997 |
| Copa Interclubes UNCAF   | L. D. Alajuelense | Costa Rica | 2002 |

### Como entrenador

#### Títulos nacionales
| Título                         | Club               | País       | Año  |
| ------------------------------ | ------------------ | ---------- | ---- |
| Primera División de Costa Rica | L. D. Alajuelense  | Costa Rica | 2005 |
| Torneo de Apertura             | C. S. D. Municipal | Guatemala  | 2011 |

#### Títulos internacionales
| Título                 | Club            | País     | Año  |
| ---------------------- | --------------- | -------- | ---- |
| Liga de Campeones      | L.D Alajuelense | Concacaf | 2004 |
| Copa Interclubes UNCAF | L.D Alajuelense | Concacaf | 2005 |